# Wilson Island (ö i Australien, Queensland, lat -10,23, long 142,08)
Wilson Island är en ö i Australien. Den ligger i delstaten Queensland, omkring 2 200 kilometer nordväst om delstatshuvudstaden Brisbane. Arean är 0,52 kvadratkilometer. Den sträcker sig 1,4 kilometer i nord-sydlig riktning, och 1,0 kilometer i öst-västlig riktning.
Savannklimat råder i trakten. Genomsnittlig årsnederbörd är 1 737 millimeter. Den regnigaste månaden är januari, med i genomsnitt 465 mm nederbörd, och den torraste är september, med 2 mm nederbörd.